# Kamienica przy ulicy św. Mikołaja 42 we Wrocławiu
Kamienica przy ulicy św. Mikołaja 42 – zabytkowa kamienica o średniowiecznym rodowodzie znajdująca się przy ul. św. Mikołaja 42 we Wrocławiu.

## Historia kamienicy i opis architektoniczny
Kamienica wraz z trzema innymi przyległymi kamienicami została wzniesiona w okresie średniowiecza (pod koniec XIV wieku), a jej działka znajduje się pomiędzy dawnym pierwszym i drugim pasem umocnień w pobliżu Bramy Mikołajskiej. W pierwszej połowie XV wieku zespół tych  kamienic zamieszkiwany był przez tkaczy i nazywany był "Pod Ramami" (sukienniczymi)
Pierwotnie była to prawdopodobnie trzykondygnacyjna renesansowa kamienica. Około 1700 roku została przebudowana. Zyskała wówczas czteroosiową fasadę z dwukondygnacyjnym szczytem w formie aediculi z trójkątnym tympanonem, otoczoną para lizen i wolutowymi spływami. Narożniki zostały ozdobione boniowanymi lizenami a pod okna dodano cokoły.
W 1889 roku kamienica została rozebrana w jej miejsce wzniesiono pięciokondygnacyjny budynek, dwutraktowy z jednokondygnacyjnym poddaszem. Budynek wyraźnie przewyższał sąsiednie budynki. Fasada została wykonana w eklektycznej formie z neorenesansowymi elementami architektonicznymi. Czteroosiowa fasada została ozdobiona dwukondygnacyjnym wykuszem w dwóch środkowych osiach (pierwsze i drugie piętro).

## Po 1945
Po 1945 wnętrza kamienicy pozbawiono wszelkich zabytkowych elementów architektonicznych. Wyremontowana została przylegająca oficyna i połączono ją z oficyną domu nr 40.